# (72819) Brunet
(72819) Brunet est un astéroïde de la ceinture principale.

## Description
(72819) Brunet est un astéroïde de la ceinture principale. Il fut découvert le 18 avril 2001 à l'observatoire de Saint-Véran. Il présente une orbite caractérisée par un demi-grand axe de 3,16 UA, une excentricité de 0,063 et une inclinaison de 9,33° par rapport à l'écliptique.
Il fut nommé en hommage à Joseph Brunet, qui fut impliqué dans la construction de l'observatoire de Saint-Véran.

## Compléments